# Grendel (mythisch wezen)

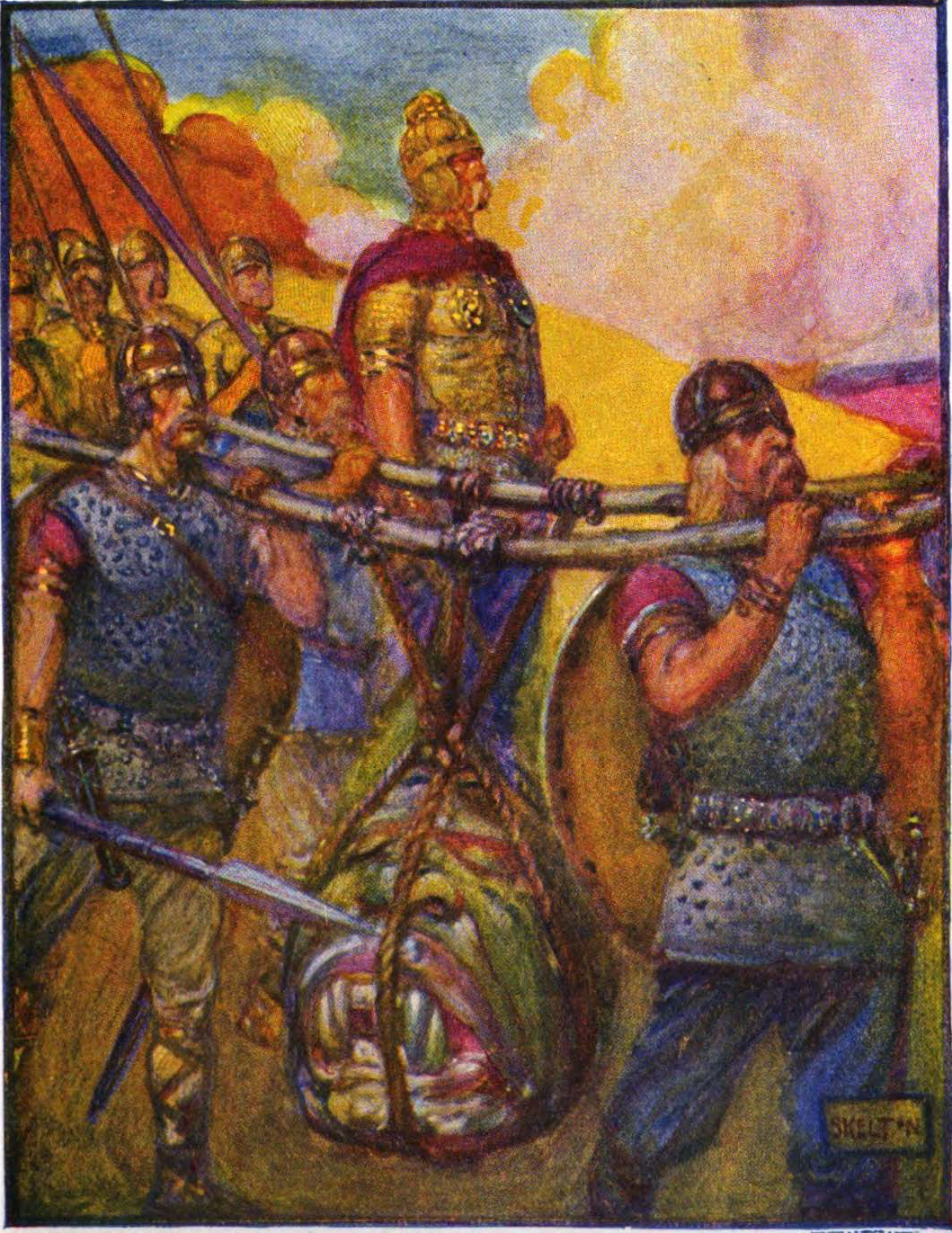
Beowulf heeft Grendel onthoofd

Grendel is een van de drie tegenstanders van Beowulf uit het Oudengelse epische gedicht Beowulf. Het gedicht maakt deel uit van het manuscript dat bekendstaat onder de naam Nowell Codex. 

## Verhaal
Beowulf verlaat Gautenland om Grendel -die herhaaldelijk de grote zaal Heorot van koning Hroðgar aangevallen heeft om degenen die hij daar aantrof te doden en soms op te eten- te vinden en vervolgens om te brengen. De motieven van Grendel worden in het document niet beschreven, waardoor de lezer zelf mag beslissen waarom hij zijn omgeving terroriseert. In latere bewerkingen wordt wel aangevoerd dat Grendel zich zou hebben gestoord aan het lawaai dat uit de zaal voortkwam.
In een deel van het verhaal zit Grendel in de verlaten hal en is niet in staat de troon te naderen, waarbij de suggestie ontstaat dat hij gedreven wordt door hebzucht of wraak. 

Na een lang gevecht weet Beowulf het monster dodelijk te verwonden als hij de arm van Grendels romp scheidt. Grendel zoekt vervolgens zijn toevlucht in zijn grot in het moeras. Daar sterft hij aan zijn verwondingen, waarna Grendels moeder wraak neemt en Beowulf met haar in een dodelijk gevecht verwikkeld raakt. Hij komt als winnaar uit de strijd, en als hij Grendels lijk aantreft onthoofdt hij het. 
Beowulf keert als overwinnaar terug naar zijn gezellen en wordt door de dankbare Hroðgar met geschenken overladen.

## Achtergrond
De uiterlijke kenmerken en afkomst van Grendel doen al eeuwenlang geleerden in conclaaf gaan; sommigen denken dat het een trolachtig wezen is, anderen een beer of zelfs een reus. Ook de schrijver J.R.R. Tolkien belichtte op serieuze wijze de achtergrond van het wezen in zijn boek Beowulf: the Monster and the Critics. Sommige geleerden koppelen Grendels afkomst aan die van de Bijbelse Kaïn.

## Grendel in de diverse media
- In 1971 bracht John Gardner zijn boek Grendel op de markt, dat het verhaal vertelt vanuit het gezichtspunt van Grendel.
- Larry Niven schreef een Heorot-serie, waarin het monster Grendel een prominente rol vervult.
- In 1981 bracht de Australiër Alexander Stitt zijn animatiefilm Grendel, Grendel, Grendel uit, gebaseerd op het boek van Gardner. In 2006 kwam er zelfs een musicalversie van de animatiefilm op de planken.
- Marillion bracht in 1982 de single Market Square Heroes uit met op de B-kant het nummer Grendel.
- In 1995 verscheen Grendel als een mysterieus wezen in de Star Trek: Voyager-aflevering Heroes and Demons.
- In de film Beowulf & Grendel uit 2006 wordt Grendel neergezet door de IJslandse acteur Ingvar Eggert Sigurðsson.